# Piruvato chinasi
La piruvato chinasi (PK) è un enzima, appartenente alla categoria delle transferasi, che catalizza la seguente reazione:
ADP + fosfoenolpiruvato <=> ATP + piruvato
La PK, che è coinvolta nella glicolisi, catalizza la reazione di trasferimento di un gruppo fosfato dal fosfoenolpiruvato, o PEP, all'ADP, fruttando una molecola di piruvato. Questo processo richiede uno ione magnesio e uno ione potassio, che permettono la formazione una molecola di ATP dall'ADP, stabilizzando i gruppi fosfato.
Il fosfoenolpiruvato è un composto ad alto potenziale di trasferimento del gruppo fosfato.
L'energia libera di idrolisi di questo composto è più negativa di quella dell'ATP (-61,9 kJmol rispetto a -30,5 kJmol, o -14,8 kcal mol−1 rispetto a -7,3kcal mol−1).
La reazione che avviene in questa tappa può essere considerata la somma dell'idrolisi del PEP e delle fosforilazione dell'ADP. Questa reazione è un altro tipo di esempio di fosforilazione a livello del substrato.
 Fosfoenolpiruvato → Piruvato + Pi 
 ΔG°'= -61,9kJ mol-1 = -14,8kcal mol-1 
 ADP + Pi → ATP 
 ΔG°'= 30,5kJ mol-1 = 7,3kcal mol-1 
La reazione netta è
 Fosfoenolpiruvato + ADP → Piruvato + ATP 
 ΔG°'= -31,4 kJ mol-1 = -7,5 kcal mol-1 
Per ogni mole di glucosio sono prodotte 2 moli di piruvato, per ogni mole del materiale di partenza è liberata una quantità doppia di energia.
Inoltre la piruvato è un enzima allosterico che consiste in quattro subunità, e due diversi tipi di catene (M e L).
La piruvato chinasi è inibita dall'ATP, ovvero quando la cellula ha una elevata concentrazione di ATP, la conversione del fosfoenolpiruvato a piruvato è rallentata, in quanto la cellula non ha un elevato fabbisogno di energia.

## Controllo della piruvato chinasi
La tappa finale della glicolisi è anch'essa un punto di controllo importante del metabolismo del glucosio.
La piruvato chinasi è influenzata allostericamente da due composti, sia dall'ATP che dall'alanina. L'ATP ha senso, perché non ci sarebbe motivo di sacrificare il glucosio per ottenere più energia se c'è già abbondanza di ATP.
L'alanina invece è la versione amminica del piruvato. In altre parole è legata al piruvato da una reazione, catalizzata da un enzima chiamato transaminasi. Quindi un livello elevato di alanina indica che è già presente una concentrazione elevata di piruvato, per cui l'enzima responsabile della sintesi del piruvato può essere spento.
Il fruttosio 1,6-bisfosfato attiva allostericamente la PK.
La piruvato chinasi si trova sotto forma di isoenzimi, con tre tipi di subunità, M, L ed A. La subunità M predomina nel muscolo, la L nel fegato e la A in altri tessuti.
Livelli bassi di glucosio nel sangue indurrano il rilascio del glucagone dal pancreas (grazie a un'attivazione ormonale), che porterà a una fosforilazione della proteina chinasi cAMP dipendente. La proteina chinasi catalizza la fosforilazione della PK, rendendola meno attiva.
In questo modo quando i livelli di glucosio sono bassi e si attiva la gluconeogenesi epatica il PEP prodotto dall'ossalacetato, sottratto al ciclo di Krebs, non viene convertito in piruvato e procede nella via della gluconeogenesi.